# M11/39
Carro Armato M11/39 – włoski czołg lekki z okresu II wojny światowej. W momencie rozpoczęcia wojny była to przestarzała konstrukcja.

## Historia
Pod koniec lat 30. podstawowym czołgiem armii włoskiej był Fiat 3000. Był to czołg przestarzały, skonstruowany został zaraz po I wojnie światowej. W 1937 roku powstał prototyp nowego czołgu lekkiego, następcy Fiata 3000. Był on wzorowany na brytyjskim czołgu Vickers E. Prototyp został uzbrojony w działo 37 mm zamontowane w kadłubie i 2 karabiny maszynowe Breda kalibru 8 mm w wieży. Pancerz nitowany. Czołg nie był wyposażony w radio. W 1938 roku powstał zmodyfikowany prototyp mający osiem kół jezdnych (w pierwszym prototypie było ich sześć). 
Według założeń, miał być to główny czołg dywizji pancernych, każdy z batalionów miał być wyposażony w 31 czołgów tego typu. 
70 egzemplarzy M11/39 zostało wysłanych do Afryki, po raz pierwszy wzięły udział w akcji bojowej 5 sierpnia 1940 roku w bitwie pod Sidi Azeis. Pięć czołgów tego typu zostało zdobytych przez australijską 6 Dywizję Piechoty i zostały one użyte przeciwko wojskom włoskim pod Tobrukiem w styczniu 1941 roku.